# Dionysia mozaffarianii
Dionysia mozaffarianii är en viveväxtart som beskrevs av Magnus Lidén. Dionysia mozaffarianii ingår i dionysosvivesläktet som ingår i familjen viveväxter. Inga underarter finns listade i Catalogue of Life.

## Bilder

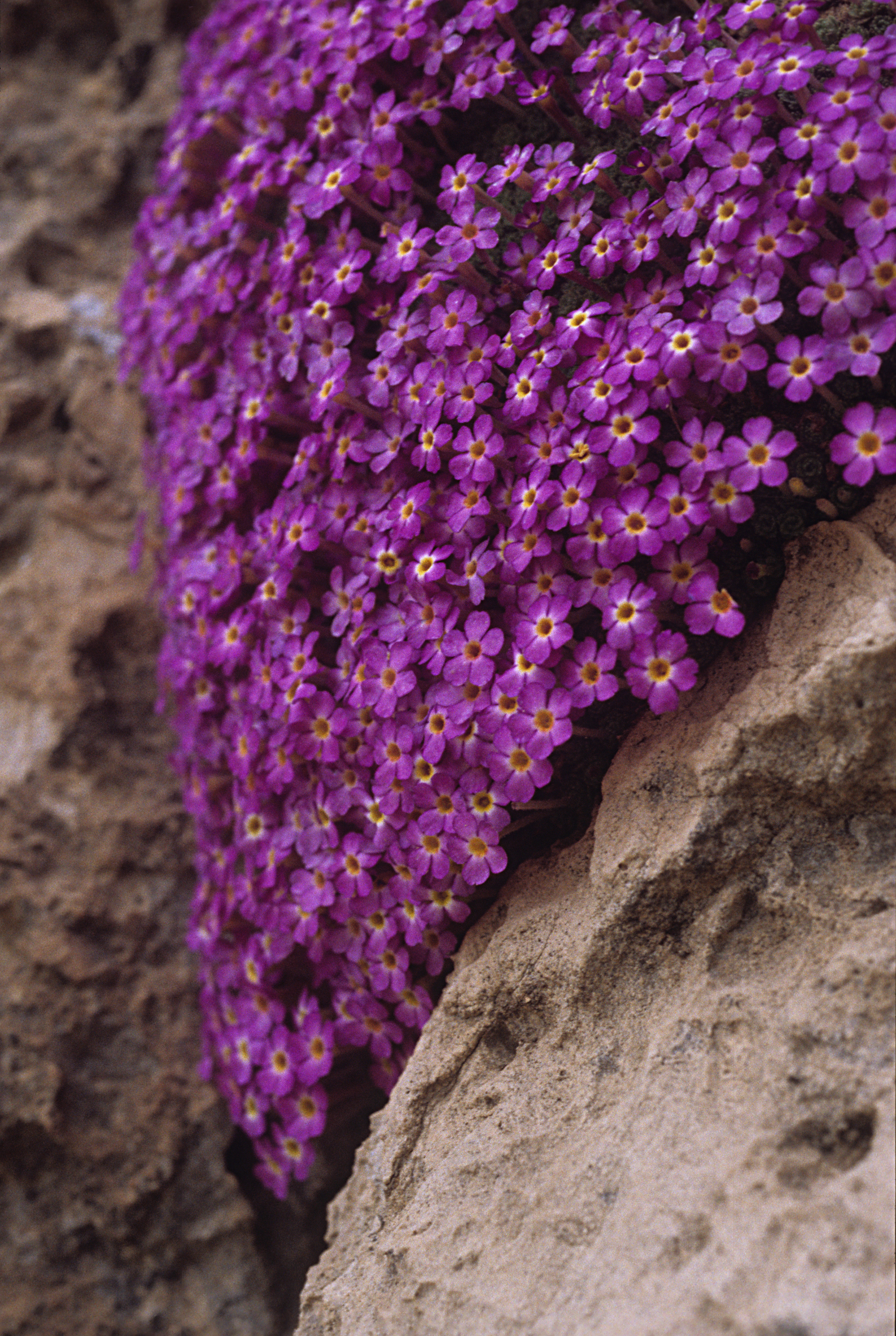
Vildväxande Dionysia mozaffarrianii.
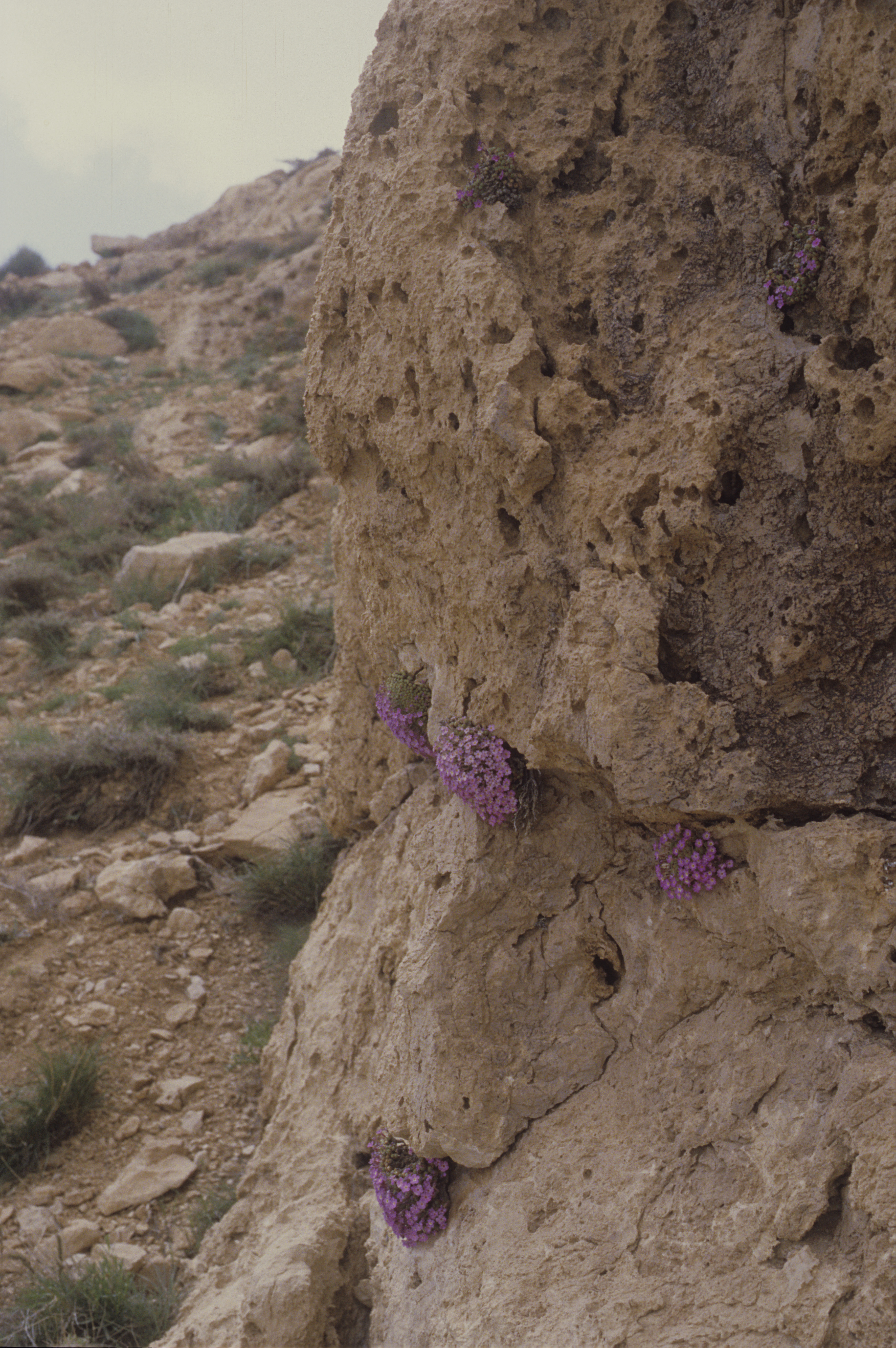
Vildväxande Dionysia mozaffarianii i Iran.